# 中島恵理
中島 恵理（なかじま えり、1972年 - ）は、日本の環境官僚。長野県副知事を経て、環境省大臣官房環境計画課計画官。

## 概要

### 略歴
京都府京都市出身。京都大学法学部卒業後の1995年、環境庁（現・環境省）入庁。1999年、ケンブリッジ大学環境政策修士課程修了。2000年、オックスフォード大学環境の変化とマネジメント課程修了。
2015年より長野県副知事、2021年3月まで環境省脱炭素化イノベーション研究調査室長、2021年12月より、信州大学経法学部特任教授。2023年４月より同志社大学政策学部・総合政策科学研究科教授。

### 主な職歴
- 2002年7月 - 環境省地球環境局総務課課長補佐
- 2003年6月 - 経済産業省資源エネルギー庁省エネルギー・新エネルギー部新エネルギー対策課課長補佐
- 2005年7月 - 環境省水・大気環境局水環境課課長補佐
- 2007年4月 - 環境省総合環境政策局環境経済課環境教育推進室室長補佐
- 2011年4月 - 長野県環境部温暖化対策課長
- 2013年4月 - 環境省自然環境局総務課課長補佐
- 2014年4月 - 上智大学大学院地球環境学研究科准教授
- 2015年4月 - 長野県副知事に就任
- 2019年4月- 環境省大臣官房環境計画課計画官[3]
- 2020年8月- 環境省地球環境局脱炭素化イノベーション研究調査室長
- 2021年8月- 富士見町長選挙立候補（落選）
- 2021年9月- 株式会社アトリエDEF顧問
- 2021年12月- 信州大学経法学部特任教授
- 2022年6月- IDEC株式会社社外取締役
- 2023年4月- 同志社大学政策学部教授、コア・コンセプト・テクノロジー株式会社　社外取締役